# Джон Селден
Джон Селден (англ. John Selden, 16 грудня 1584, Селвінгтон, графство Суссекс, Англія — 30 листопада 1654, Лондон) — англійський юрист, історик права, антиквар, політичний діяч.

## Біографія
Навчався в Оксфорді. У 1603 р вступив в корпорацію баристерів Лондона. У 1612 р зайнявся юридичною практикою. З 1623 р неодноразово обирався в парламент.
У 1640—1649 — член Довгого парламенту. Брав активну участь в розробці цілого ряду парламентських актів, зокрема, в якості експерта по аграрному законодавству.
Був відомим фахівцем з антикваріату, орієнталістики, рабинського права тощо.